# Natasha
Natasha (født Stine Rejnolds Larsen) er en dansk pornoskuespiller og amatørmusikproducer.
Hun har en vingetatovering og en tatovering nederst på ryggen og på højre side af maven.

## Filmografi
- Dansk POV vol. 2
- Amatør på sengekanten
- Babes of Denmark
- Babehotel vol. 1
- Babehotel vol. 2
- Sex empire
- Sex Till Varje Pris
- Die geilen Gören aus der ersten Reihe
- Jagad av sex
- Sex Jäger
- Testamentet
- Absolut dansk
- Ta' mig hårdt
- Dansk Sexfeber
- Party Uartig
- Natasha – Danmarks pornoprinsesse
- Pigefotografen

## Fodnoter
1. ↑  "Danske Natasha". Arkiveret fra originalen 20. april 2010. Hentet 26. februar 2010.